# محمدجواد مادرشاهی
محمّدجواد مادرشاهی (زاده ۱۰ تیر ۱۳۲۹) سیاستمدار و از کارگزاران سابق جمهوری اسلامی است. او در دوره ریاست جمهوری سید علی خامنه ای مشاور امنیتی رئیس‌جمهور بودو سپس مشاور محمدرضا نعمت‌زاده وزیر صنایع وقت و رئیس سازمان بهینه‌سازی صنایع کل کشور شد.

## زندگی
مادرشاهی در ۱۰ تیر ۱۳۲۹ در مشهد متولد شد. او دیپلم را از دبیرستان علوی و مدرک مهندسی برق را از دانشگاه صنعتی آریامهر در تهران دریافت کرد و در آنجا با مجید شریف واقفی، وحید افراخته و جواد قدیری آشنا شد. او از شاگردان شیخ محمود حلبی و از اعضای برجسته انجمن حجتیه بوده و از سن ۱۶ سالگی به سخنرانی و مبارزه علیه بهاییت پرداخت. او با ترقی در مراتب این انجمن به یکی از ۷ نفر اصلی اداره کننده انجمن در تهران بدل شد.
در سال های ابتدایی پیروزی انقلاب مادرشاهی از انجمن حجتیه جدا شد. مادرشاهی در خاطرات خود دو ضعف برای انجمن حجتیه می شمارد: 
یک انجمن وجود خود را در انقلاب ذوب نکرد. دوم بسیاری از مقاطع به وجود آمد که اصلا همه این مباحث می توانست یکپارچه بشود. مرحوم آیت الله بهشتی یک پیغام برای دوستان انجمن دادند که بیایید مسایل را کنار بگذاریم و با هم برنامه ریزی کنیم... پیام انجمن به ایشان یک مقدار مغرورانه بود. یک مقدار مایوس کننده بود.

## بعد از انقلاب
مادرشاهی پس از انقلاب وارد فعالیت‌های اطلاعاتی شد و در همراهی با مصطفی چمران فرماندهی رکن دو (بازوی اطلاعاتی و طراحی نظامی) ستاد جنگ‌های نامنظم جنگ ایران و عراق را بر عهده داشت.
مهدی چمران که ریاست دفتر مصطفی چمران وزیر وقت دفاع را برعهده داشت مادرشاهی را به ریاست مرکز اسناد ساواک منصوب کرد. او با نام مستعار مروج ریاست این مرکز را برعهده گرفت. این انتصاب مورد اعتراض برخی از انقلابیون قرار گرفت، از جمله عزت شاهی معتقدند این انتصاب به اعضای حجتیه که به اعتقاد آنها سابقه همکاری با ساواک داشتند این فرصت را داد تا «مدارک مربوط به خودشان را از میان پرونده‌ها بیرون بکشند.»

در دوره ریاست جمهوری سید علی خامنه‌ای مادرشاهی به عنوان مشاور امنیتی وی فعالیت می‌کرد. در زمان تشکیل وزارت اطلاعات، مادرشاهی از طرف رئیس‌جمهور در جلسات مجلس حضور می‌یافت و خواهان تشکیل سازمان اطلاعات زیر نظر رئیس‌جمهور به جای وزارتخانه بود. به نوشته مهدی شبانی، به نظر می‌رسد مادرشاهی از رابطین بین ایران و سازمان‌های جاسوسی غربی بوده‌است. اکبر هاشمی رفسنجانی رئیس وقت مجلس شورای اسلامی در خاطرات خود نوشته‌است مادرشاهی و «حبیب» در سال ۱۳۶۱ به همراه برای گرفتن اطلاعات از ولادیمیر کوزیچکین، افسر کا گ ب در تهران که به غرب پناهنده شده بود به پاکستان رفتند و اطلاعاتی در خصوص حزب توده دریافت کردند. مدتها تصور می‌شد منظور از «حبیب» حبیب‌الله عسگراولادی وزیر وقت بازرگانی است، تا این که مادرشاهی در یک سخنرانی در تیر ۱۳۹۹ اعلام کرد حبیب همان حبیب‌الله بیطرف بوده‌است. این اطلاعات برای دستگیری و اعدام رهبران و اعضای حزب توده مورد استفاده قرار گرفت.

مادرشاهی از مؤسسین دانشگاه علوم پزشکی تک جنسیتی فاطمیه قم بود و همسرش (طاهره لباف) را به ریاست آن منصوب کرد که در سال ۱۳۸۱ به دستور وزیر بهداشت درمان و آموزش پزشکی منحل شد.
مادرشاهی هم‌اکنون دبیرکل «مؤسسه مطالعاتی و تحقیقاتی بشیرصالح» در کنار آیت الله محسن اراکی، حسین قاهری و علی وکیلی به عنوان عضو هیئت امنای این موسسه، و عضو مؤسسین و هیئت امناء «مرکز جامع علوم اسلامی» (حوزه علمیه مجتهدین جوان) است.
طاهره لباف همسر مادرشاهی نیز از اعضای انجمن حجتیه بوده و اکنون پزشک است. محمدجواد مادرشاهی با سید جواد مادرشاهی از اعضای جبهه ملی ایران یکی نیست.